# Forsvarets hæderstegn for god tjeneste
Forsvarets hæderstegn for god tjeneste er en dansk hædersbevisning, der tildeles ansatte i Forsvaret, som opnår 25 års uafbrudt tjenestetid med ulastelig vandel i Forsvarsministeriet eller underliggende myndigheder (eksklusiv Hæren, Søværnet eller Flyvevåbnet). Medaljen blev indstiftet den 11. marts 1953, hvorfor den kun uddeles på denne dag hvert år.
Medaljen er lavet af sølv, er rund og bærer kong Frederik 9.s navnetræk med omskriften "11. marts 1953" og "For god tjeneste". På bagsiden er der indskrevet ordet "Fortjent" omgivet af en egeløvskrans. Den er ophængt i et rødt krydsbånd med en hvid stribe i midten. Ved i alt fyrre års tjeneste tilføjet et egeløv af guld på krydsbåndet.

## Eksterne links
- Cirkulære     om tildeling af Forsvarets hæderstegn for god    tjeneste Arkiveret 10. oktober 2013 hos  Wayback Machine
- Forsvaret: Forsvarets medaljer Arkiveret 14. november 2010 hos  Wayback Machine